# وزارت امور داخله (افغانستان)
وزارت امور داخله یا وزارت امارت اسلامی افغانستان (پشتو: د افغانستان د کورنیو چارو وزارت) یکی از وزارتخانه‌های مهم در دولت افغانستان است که مسئول اجرای قانون، نظم مدنی و مبارزه با جرم و جنایت است. این وزارت مسئول حفظ پولیس ملی افغانستان، فرماندهی عمومی واحدهای ویژهٔ پلیس و ادارهٔ کل زندان‌ها و بازداشتگاه‌ها در افغانستان است.
سراج‌الدین حقانی وزیر فعلی، توسط اف‌بی‌آی تحت تعقیب است و وزارت امور خارجهٔ ایالات متحده برای اطلاعات از محل نگهداری او که منجر به دستگیری وی شود، جایزهٔ ۱۰ میلیون دلاری تعیین کرده‌است.

## فهرست وزیران
| نام                                                         | تصدی                              | یادداشت‌ها |
| ----------------------------------------------------------- | --------------------------------- | --- |
| محمد گل خان مومند                                           | ۱۹۳۰                              | |
| عبدالقادر نورستانی                                          | ۱۹۷۵–?                            | |
| عبدالصمد خاکسار                                             | ۱۹۹۶–۲۰۰۱                         | - در طول امارت اسلامی افغانستان به عنوان وزیر یا معاون وزیر خدمت کرده‌است |
| قاری احمدالله                                               | ۱۹۹۶–?                            | - متصدی در طول امارت اسلامی افغانستان |
| خیرالله خیرخواه                                             | ۱۹۹۷–۱۹۹۸                         | - در دوران امارت اسلامی افغانستان وزیر کشور بود |
| عبدالرزاق                                                   | ? — مه ۲۰۰۰ — ?                   | - وزیر داخله طالبان در مه ۲۰۰۰ در زمان امارت اسلامی افغانستان. |
| یونس قانونی                                                 | ۷ دسامبر ۲۰۰۱ — ۱۹ ژوئن ۲۰۰۲      | - در کنفرانس بن شرکت کرد و حامد کرزی را به عنوان رهبر موقت افغانستان تأیید کرد. - یک رهبر از ائتلاف شمال - از وزارت کشور استعفا داد و وزیر آموزش شد. - نامزد ریاست جمهوری در برابر حامد کرزی در انتخابات ریاست‌جمهوری ۱۳۸۳. |
| تاج محمد وردک                                               | ۱۹ ژوئن ۲۰۰۲ — ۲۸ ژانویه ۲۰۰۳     | |
| علی‌احمد جلالی                                               | ۲۸ ژانویه ۲۰۰۳ — ۱۲ سپتامبر ۲۰۰۵  | - مدیر سابق شعبه افغانستان صدای آمریکا. |
| دگرجنرال داوود داوود معاون وزیر در امور مبارزه با مواد مخدر | سرپرست وزارت پس از علی احمد جلالی | در وزارت امور داخله معمول این‌ است که معاون امور امنیتی پس از استعفای وزیر سرپرست باشد اما چون خود ضرار احمد مقبل که معاون امنیتی بود کاندیدای وزارت بود جنرال داوود سرپرست تعیین گردید                                     |
| ضرار احمد مقبل عثمانی                                       | ۲۸ سپتامبر ۲۰۰۵ — ۱۱ اکتبر ۲۰۰۸   | - هنگامی که جلالی استعفا کرد معاون امنیتی وزیر بود. - قبل از دائمی‌شدن انتصاب وی جنرال داوود داوود به عنوان سرپرست وزیر منصوب شد.                                                                                           |
| محمد حنیف اتمر                                              | ۱۱ اکتبر ۲۰۰۸ — ژوئیه ۲۰۱۰        | - قبلاً وزیر معارف افغانستان بود. |
| بسم‌الله خان محمدی                                           | ژوئیه ۲۰۱۰ — سپتامبر ۲۰۱۲         | - قبلاً رئیس ستاد اردوی ملی افغانستان بود. |
| مجتبی پتنگ                                                  | ۱۵ سپتامبر ۲۰۱۲ — ۲۲ ژوئیه ۲۰۱۳   | قبلاً معاون وزیر داخله در بخش سکتور های خصوصی (محافظت عامه) |
| محمد عمر داوودزی                                            | ۱ سپتامبر ۲۰۱۳ — ۹ دسامبر ۲۰۱۴    | قبلاً رئیس دفتر رئیس جمهور کرزی |
| محمد ایوب سالنگی (متصدی)                                    | ۹ دسامبر ۲۰۱۴ – ۲۷ ژانویه ۲۰۱۵    | معاون ارشد و امور امنیتی |
| نورالحق علومی                                               | ۲۷ ژانویه ۲۰۱۵ — ۲۴ فوریه ۲۰۱۶    | از جنرالان حکومت دکتور نجیب الله |
| تاج محمد جاهد                                               | ۲۴ فوریه ۲۰۱۶ — ۱۳ اوت ۲۰۱۷       | قبلاً فرمانده ارتش در غرب افغانستان |
| ویس احمد برمک                                               | ۱۳ اوت ۲۰۱۷ — ۲۳ دسامبر ۲۰۱۸      | قبلاً وزیر انکشاف دهات |
| امرالله صالح                                                | ۲۳ دسامبر ۲۰۱۸ — ۱۹ ژانویه ۲۰۱۹   | قبلاً وزیر دولت در بخش سکتور های امنیتی او ریاست عمومی امنیت ملی را نیز در کارنامه دارد. |
| مسعود اندرابی                                               | ۱۹ ژانویه ۲۰۱۹ — ۱۹ مارس ۲۰۲۱     | معاون اوپراتیفی و متصدی ریاست عمومی امنیت ملی |
| حیات‌الله حیات (متصدی)                                       | ۱۹ مارس ۲۰۲۱ — ۱۹ ژوئن ۲۰۲۱       | قبلاً والی ولایت هلمند او وزارت احیاء و انکشاف دهات را نیز در کارنامه دارد |
| عبدالستار میرزاکوال (متصدی)                                 | ۱۹ ژوئن ۲۰۲۱ — ۱۵ اوت ۲۰۲۱        | والی ولایت کندز او آخرین وزیر داخله حکومت اشرف غنی بود |
| ابراهیم صدر (متصدی)                                         | ۲۴ اوت ۲۰۲۱ — ۷ سپتامبر ۲۰۲۱      | - امارت اسلامی افغانستان |
| سراج‌الدین حقانی (متصدی)                                     | ۷ سپتامبر ۲۰۲۱ — اکنون            | - امارت اسلامی افغانستان |

## نیروهای پلیس
- پولیس ملی افغانستان
  - پلیس امنی افغانستان[۱۴]
  - ریاست عمومی پلیس ترافیک 
  - پلیس کشفی و امنیت عمومی[۱۴]
  - پولیس سرحدی افغانستان[۱۴]
  - ریاست عمومی اطلاعات و مبارزه با جرم و جنایت (قبلا پلیس ضد جرم افغانستان)[۱۴]
  - نیروی محافظت عامه و امنیت سکتور خصوصی
  - نیروی عملیاتی مشترک با ارتش و امنیت افغانستان[۱۴]
  - مبارزه با مواد مخدر پلیس افغانستان[۱۴]
  - پلیس محلی افغانستان[۱۴]
- فرماندهی عمومی واحدهای ویژه پلیس[۱۴][۱۵]
  - نیروی ارضی افغانستان[۱۵]
  - واحد پاسخ بحران[۱۵]
  - نیروی کماندویی[۱۵][۱۴]
  - واحدهای ویژه استانی[۱۵][۱۴]

## در طول دولت طالبان
وضعیت محمد خاکسار معاون سابق وزیر کشور در دورهٔ طالبان قابل توجه است چرا که او گزارش شده‌است که برضد طالبان جاسوسی می‌کرد. خاکسار در تاریخ ۱۴ ژانویه ۲۰۰۶ توسط افراد مسلح طالبان ترور شد.
عبدالصمد خاکسار یکی دیگر از وزیران داخلهٔ سابق طالبان است که طالبان را رد کرده‌است.
تحلیلگران تسک‌فورس مشترک گوانتانامو در بخش مبارزه با تروریسم خیرالله خیرخواه را به عنوان یکی از وزیران داخلهٔ سابق طالبان تعریف می‌کنند. با این حال وی در طول دومین دادرسی سالانهٔ هیئت‌مدیره بررسی اداری این اتهام را مورد مناقشه قرار داد.